# Dunlop (Käse)

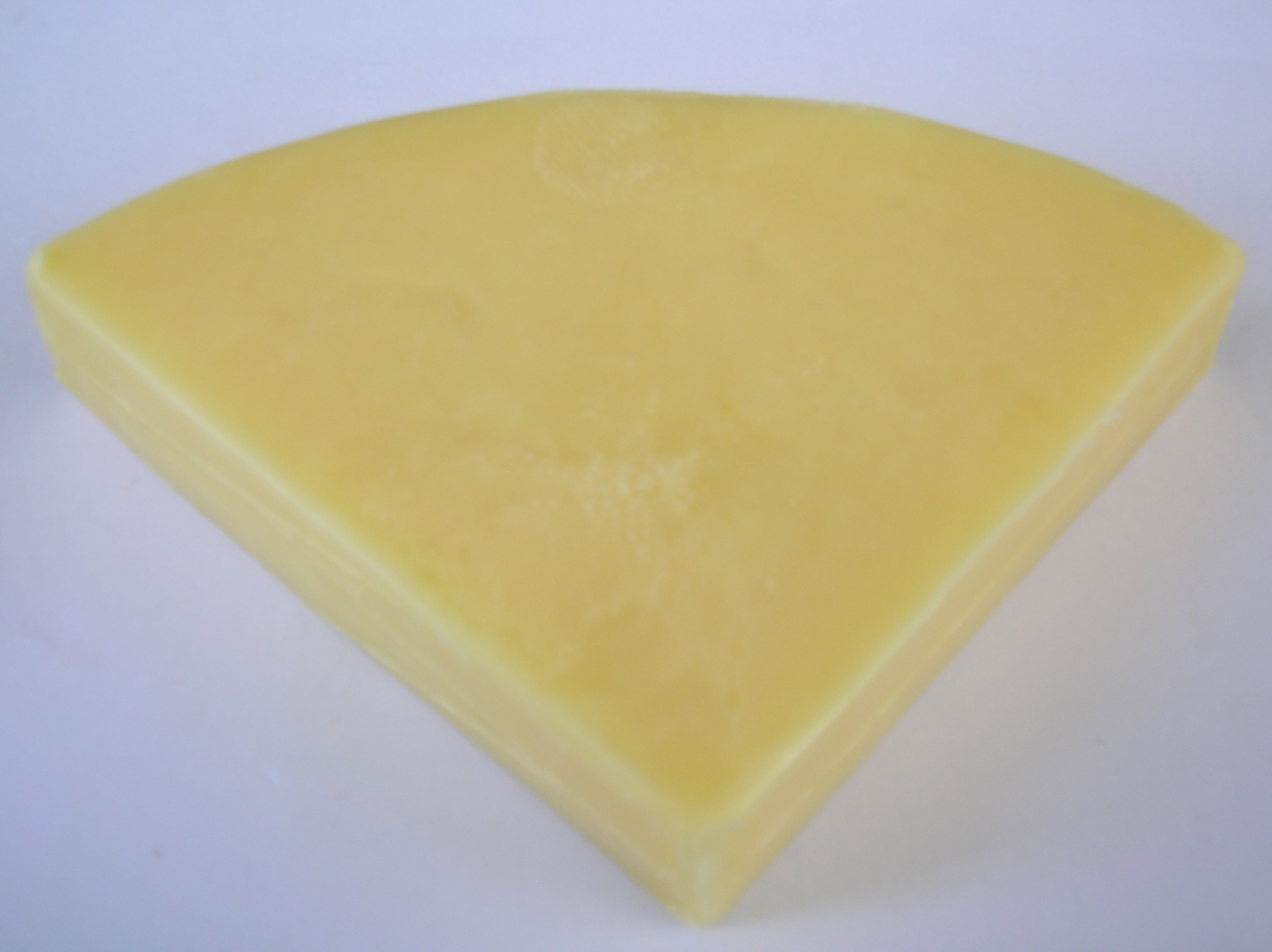
Ein Stück Dunlop

Dunlop cheese ist ein schottischer Hartkäse. Seine Ursprünge reichen zurück in das späte 17. Jahrhundert. Der Höhepunkt seiner Herstellung wurde im Zeitraum des späten 19. Jahrhunderts bis etwa 1930 erreicht. Nach dem Zweiten Weltkrieg wurde er nur noch von wenigen Käsereien hergestellt.

## Geschichte
Der Überlieferung nach soll eine Schottin aus dem damaligen Parish Dunlop in East Ayrshire, Barbara Gilmour, das Rezept und die Herstellungstechnik bei ihrer Rückkehr aus Irland mitgebracht haben. Sie hielt sich zuvor aus religiösen Gründen in Ulster im Exil auf. Die Vorgänge sollen sich um 1690 oder kurz danach zugetragen haben. Die Art der Herstellung, insbesondere die Verwendung von Milch mit dem vollen Sahneanteil ohne diese vorher abzuschöpfen und das Pressen des Käses waren bis dahin in Schottland unbekannt. Wegen des durch diese Herstellung veränderten Geschmacks wurde der Dunlop auch sweet milk cheese oder new milk cheese genannt. Die neue Art der Herstellung wurde bald kopiert, etwa um 1790 wurde der Käse auch bereits in zwei Parishes im benachbarten Lanarkshire hergestellt. Mit dem Anstieg der Bevölkerung infolge der Industrialisierung in Schottland fand der Käse weitere Verbreitung, vor allem im späten 19. Jahrhundert. Um 1930 wurde der Käse von etwa 300 Betrieben hergestellt. Nach dem Zweiten Weltkrieg kam die Produktion fast ganz zum Erliegen. Nur wenige Käsereien, darunter auch auf der Isle of Arran, setzten die Herstellung fort.

## Herstellung und Geschmack
Die Herstellung entspricht der normalen Herstellungsweise eines Hartkäses, wobei die Milch bei der Herstellung dieses Käses nur auf eine Temperatur von 36,5 Grad Celsius erhitzt werden darf. Nach dem Einreiben des Laibes mit Salz reift der Käse von mindestens sechs bis acht Wochen bis zu sechs Monaten. Dunlop darf nicht mehr als 44 % Wasser enthalten. In einem Buch aus dem ersten Viertel des 19. Jahrhunderts ist zu lesen, dass bei der Herstellung zum einen frische Milch verwendet wurde und zum anderen Teil solche, die zwölf Stunden gestanden hatte. In derselben Quelle wird auch erwähnt, dass manche Hersteller Annatto verwendeten, um englischen Käse zu imitieren.
Der Geschmack wird als nussig beschrieben, im Vergleich mit Cheddar als milder und cremiger, nur bei ausgereiftem Käse scharf. Auch das Mundgefühl wird weicher als das des Cheddars beschrieben.